# Interstate 680 (Californie)
Pour les articles homonymes, voir Interstate 680.
L'Interstate 680 (I-680) est une autoroute auxiliaire sud–nord du nord de la Californie. Elle relie les villes de l'est de la Baie de San Francisco depuis San José jusqu'à l'I-80 à Fairfield, contournant les villes de la rive est de la Baie comme Oakland et Richmond mais desservant d'autres villes plus à l'intérieur telles que Pleasanton et Concord.

## Description du tracé

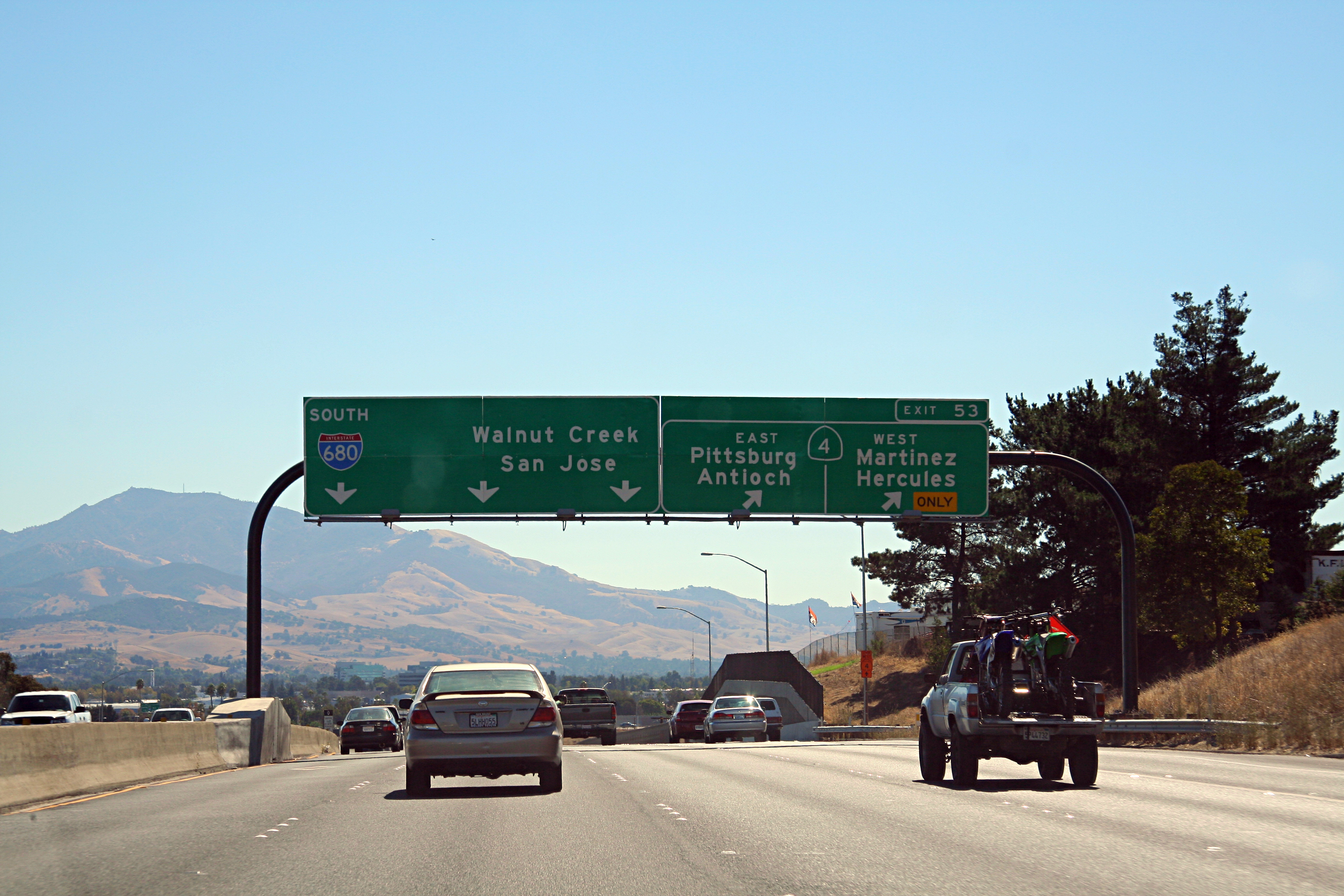
I-680 sud à la SR 4, avec le Mont Diablo à la gauche.

L'I-680 débute à la jonction avec l'I-280 et la US 101 pour se diriger vers le nord à travers le nord de San José. À Fremont, l'autoroute prend un virage vers le nord-est et entre dans les collines et vallées des Chaînes côtières californiennes. L'autoroute passe ensuite à l'ouest de Pleasanton et rencontre l'I-580 à la limite avec la ville de Dublin.

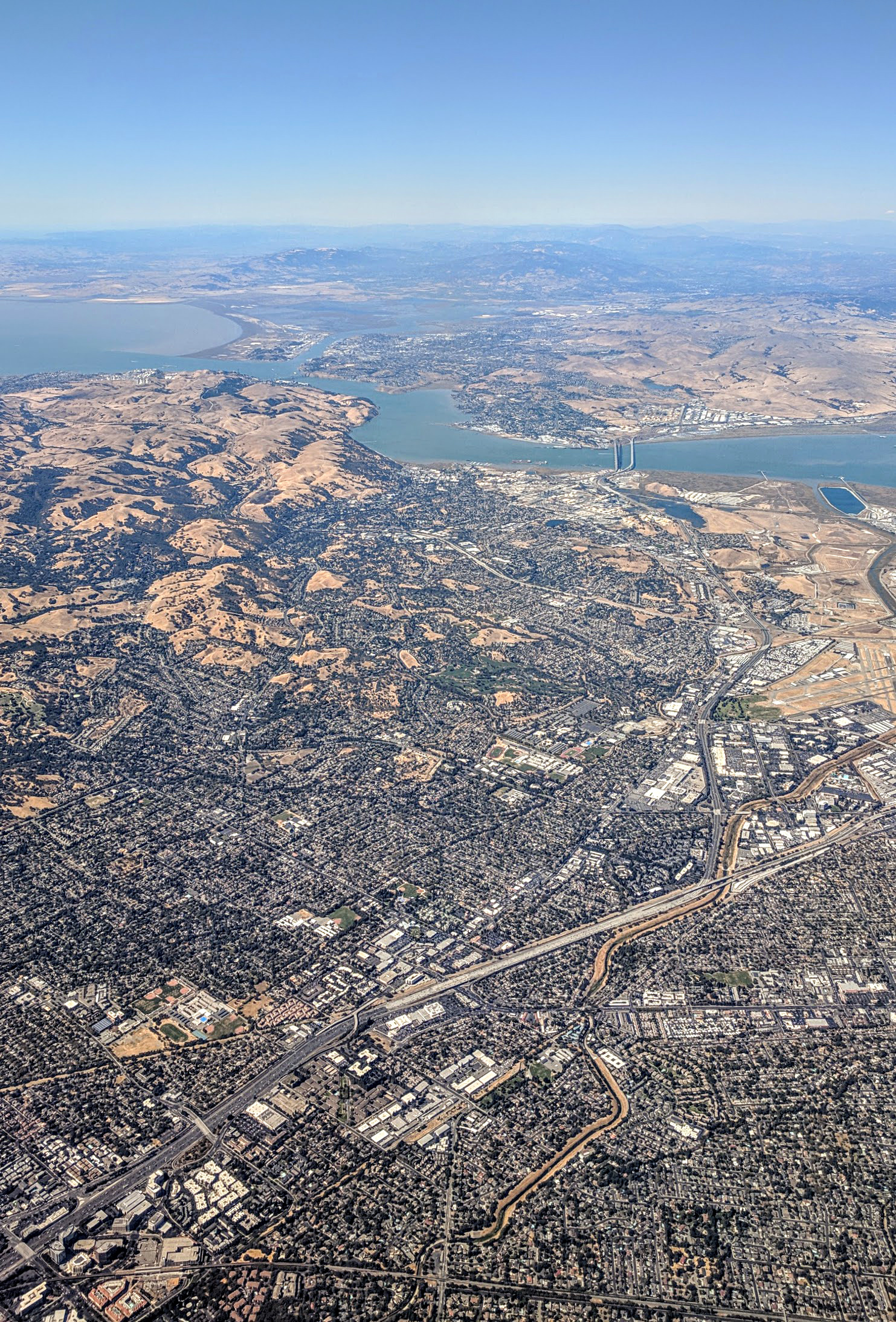
Vue aérienne vers le nord.

Sur son trajet vers le nord, l'I-680 passe par San Ramon et Alamo avant d'atteindre Walnut Creek. Elle traverse cette dernière ainsi que Pleasant Hill et Concord. Au nord de Concord, l'autoroute atteint le Détroit de Carquinez et le Pont Benicia Martinez qui l'enjambe. Le pont dispose d'un péage en direction nord seulement. Après avoir traversé le détroit, l'I-680 croise l'I-780 avant de poursuivre vers le nord. À partir de là, l'autoroute ne rencontre pas de ville avant son terminus nord.
C'est à Cordelia que l'I-680 rencontre l'I-80, marquant son terminus nord.

## Liste des sorties
| Interstate 680                                                          |                              |       |              |                                              |                                                                | |
| Comté                                                                   | Municipalité                 | mi    | km           | Sortie                                       | Intersections / Destinations                                   | Notes |
| Santa Clara                                                             | San José                     | 0,00  | 0,00         | 1A                                           | I-280 nord (Sinclair Freeway) – Centre-ville de San José       | Terminus sud; Sinclair Freeway continue comme I-280                                                                      |
| Santa Clara                                                             | San José                     | 0,00  | 0,00         | 1B                                           | US 101 (Bayshore Freeway) – Los Angeles, San Francisco         | |
| Santa Clara                                                             | San José                     | 0,39  | 0,63         | 1A                                           | King Road                                                      | Indiqué sortie 1C en direction sud                                                                                       |
| Santa Clara                                                             | San José                     | 1,19  | 1,92         | 1B                                           | Jackson Avenue                                                 | Sortie direction nord, entrée direction sud                                                                              |
| Santa Clara                                                             | San José                     | 1,41  | 2,27         | 1C                                           | Capitol Expressway                                             | |
| Santa Clara                                                             | San José                     | 1,74  | 2,80         | 2A                                           | SR 130 (en) (Alum Rock Avenue)                                 | Pas d'entrée en direction sud depuis SR 130 est                                                                          |
| Santa Clara                                                             | San José                     | 2,38  | 3,83         | 2B                                           | McKee Road                                                     | |
| Santa Clara                                                             | San José                     | 3,84  | 6,18         | 4                                            | Berryessa Road                                                 | |
| Santa Clara                                                             | San José                     | 4,78  | 7,69         | 5                                            | Capitol Avenue / Hostetter Road                                | Indiqué sortie 5A (Hostetter Road) et 5B (Capitol Avenue) en direction nord                                              |
| Santa Clara                                                             | Limite San José–Milpitas     | 6,17  | 9,93         | 6                                            | Montague Expressway / Landess Avenue                           | |
| Santa Clara                                                             | Milpitas                     |       |              | —                                            | Voies express Sunol de l'I-680 sud                             | Terminus sud des voies express de l'I-680 sud                                                                            |
| Santa Clara                                                             | Milpitas                     | 7,65  | 12,31        | 8                                            | SR 237 (en) (Calaveras Boulevard) – Centre de Milpitas         | |
| Santa Clara                                                             | Milpitas                     | 8,50  | 13,68        | 9                                            | Jacklin Road                                                   | |
| Limite Santa Clara–Alameda                                              | Limite Milpitas–Fremont      | 9,94  | 16,00        | Terminus nord de la Sinclair Freeway         | Terminus nord de la Sinclair Freeway                           | Terminus nord de la Sinclair Freeway                                                                                     |
| Limite Santa Clara–Alameda                                              | Limite Milpitas–Fremont      | 10,06 | 16,19        | 10                                           | Scott Creek Road – Warm Springs District                       | |
| Alameda                                                                 | Fremont                      | 12,32 | 19,83        | 12                                           | SR 262 (en) (Mission Boulevard) vers I-880                     | |
| Alameda                                                                 | Fremont                      |       |              | —                                            | Voies express Sunol de l'I-680 nord                            | Terminus sud des voies express de l'I-680 nord                                                                           |
| Alameda                                                                 | Fremont                      | 13,95 | 22,45        | 14                                           | Auto Mall Parkway, Durham Road                                 | |
| Alameda                                                                 | Fremont                      | 15,31 | 24,64        | 15                                           | Washington Boulevard – Irvington District                      | |
| Alameda                                                                 | Fremont                      | 16,33 | 26,28        | 16                                           | SR 238 (Mission Boulevard)                                     | |
| Alameda                                                                 | Fremont                      | 17,54 | 28,23        | 18A                                          | Vargas Road                                                    | Indiqué sortie 18 en direction sud                                                                                       |
| Alameda                                                                 |                              |       | Mission Pass |                                              |                                                                | |
| Alameda                                                                 |                              | 18,37 | 29,56        | 18B                                          | Sheridan Road                                                  | Sortie direction sud via sortie 20                                                                                       |
| Alameda                                                                 |                              | 19,77 | 31,82        | 20                                           | Andrade Road                                                   | |
| Alameda                                                                 |                              |       |              | —                                            | Voies express Sunol de l'I-680                                 | Terminus nord des voies express                                                                                          |
| Alameda                                                                 |                              | 21,10 | 33,96        | 21A                                          | SR 84 (en) ouest / Calaveras Road – Sunol, Dumbarton Bridge    | Terminus sud du multiplex avec SR 84 (direction nord seulement); indiqué sortie 21 en direction sud                      |
| Alameda                                                                 |                              | 21,38 | 34,41        | 21B                                          | SR 84 (en) est – Livermore                                     | Terminus nord du multiplex avec SR 84 (direction nord seulement); sortie direction sud via demi-tour à la sortie 21      |
| Alameda                                                                 |                              | 21,98 | 35,37        | 22                                           | Sunol (Koopman Road)                                           | Sortie direction sud, entrée direction nord                                                                              |
| Alameda                                                                 | Pleasanton                   | 24,80 | 39,91        | 25                                           | Sunol Boulevard, Castlewood Drive – Pleasanton                 | |
| Alameda                                                                 | Pleasanton                   | 26,29 | 42,31        | 26                                           | Bernal Avenue – Pleasanton                                     | |
| Alameda                                                                 | Pleasanton                   | 28,84 | 46,41        | 29                                           | Stoneridge Drive                                               | |
| Alameda                                                                 | Limite Pleasanton–Dublin     | 29,60 | 47,64        | 30                                           | I-580 / Dublin Boulevard – Dublin, Oakland, Stockton           | |
| Contra Costa                                                            | San Ramon                    |       |              | —                                            | Voies express de l'I-680 de Costa Contra                       | Terminus sud des voies express                                                                                           |
| Contra Costa                                                            | San Ramon                    | 31,43 | 50,58        | 31                                           | Alcosta Boulevard – Dublin                                     | |
| Contra Costa                                                            | San Ramon                    | 34,30 | 55,20        | 34                                           | Bollinger Canyon Road                                          | |
| Contra Costa                                                            | Limite San Ramon–Danville    | 35,60 | 57,29        | 36                                           | Crow Canyon Road – San Ramon                                   | |
| Contra Costa                                                            | Danville                     | 38,16 | 61,41        | 38                                           | Sycamore Valley Road                                           | |
| Contra Costa                                                            | Danville                     | 38,95 | 62,68        | 39                                           | El Diablo Road – Danville                                      | |
| Contra Costa                                                            | Danville                     | 39,57 | 63,68        | 40                                           | El Cerro Boulevard                                             | Indiqué sortie 40A en direction sud                                                                                      |
| Contra Costa                                                            | Danville                     | 40,14 | 64,60        | 40B                                          | El Pintado Road                                                | Sortie direction sud, entrée direction nord                                                                              |
| Contra Costa                                                            | Alamo                        | 41,76 | 67,21        | 42                                           | Stone Valley Road                                              | Indiqué sortie 42A (est) et 42B (ouest)                                                                                  |
| Contra Costa                                                            | Alamo                        | 42,67 | 68,67        | 43                                           | Livorna Road                                                   | |
| Contra Costa                                                            |                              |       |              | —                                            | Voies express de l'I-680 nord de Costa Contra                  | Terminus nord des voies express nord                                                                                     |
| Contra Costa                                                            | Walnut Creek                 | 44,01 | 70,83        | 44                                           | Rudgear Road                                                   | Sortie direction sud via sortie 45A                                                                                      |
| Contra Costa                                                            | Walnut Creek                 | 44,58 | 71,74        | 45A                                          | South Main Street – Walnut Creek                               | Pas d'entrée en direction nord                                                                                           |
| Contra Costa                                                            | Walnut Creek                 | 45,43 | 73,11        | 45B                                          | Olympic Boulevard                                              | |
| Contra Costa                                                            | Walnut Creek                 | 45,88 | 73,84        | 46A                                          | SR 24 (en) ouest – Lafayette, Oakland                          | Indiqué sortie 46 en direction sud                                                                                       |
| Contra Costa                                                            | Walnut Creek                 | 46,36 | 74,61        | 46B                                          | Ygnacio Valley Road                                            | Sortie direction nord, entrée direction sud                                                                              |
| Contra Costa                                                            | Walnut Creek                 | 47,11 | 75,82        | 47                                           | North Main Street – Walnut Creek                               | |
| Contra Costa                                                            | Walnut Creek                 | 47,90 | 77,09        | 48                                           | Treat Boulevard, Geary Road                                    | |
| Contra Costa                                                            | Pleasant Hill                | 48,86 | 78,63        | 49A                                          | Contra Costa Boulevard – Pleasant Hill                         | Sortie direction nord, entrée direction sud                                                                              |
| Contra Costa                                                            | Pleasant Hill                | 49,17 | 79,13        | 49B                                          | Monument Boulevard, Gregory Lane                               | Indiqué sortie 49 en direction sud                                                                                       |
| Contra Costa                                                            | Limite Concord–Pleasant Hill | 50,21 | 80,81        | 50                                           | SR 242 (en) – Concord, Pittsburg                               | Sortie direction nord, entrée direction sud                                                                              |
| Contra Costa                                                            | Limite Concord–Pleasant Hill | 50,74 | 81,66        | 51                                           | Willow Pass Road, Taylor Boulevard                             | |
| Contra Costa                                                            | Limite Concord–Pleasant Hill | 51,56 | 82,98        | 52                                           | Concord Avenue, Burnett Avenue – Pacheco, Concord              | |
| Contra Costa                                                            |                              | 52,89 | 85,12        | 53                                           | SR 4 (en) – Pittsburg, Antioch, Martinez, Hercules             | |
| Contra Costa                                                            |                              | 54,13 | 87,11        | 54                                           | Pacheco Boulevard, Arthur Road                                 | |
| Contra Costa                                                            | Martinez                     |       |              | —                                            | Voies express de l'I-680 sud de Costa Contra                   | Terminus nord des voies express sud                                                                                      |
| Contra Costa                                                            | Martinez                     | 55,96 | 90,06        | 56                                           | Marina Vista Road, Waterfront Road – Martinez                  | |
| Détroit de Carquinez                                                    | Détroit de Carquinez         | 57,22 | 92,09        | Pont Benicia-Martinez (péage direction nord) | Pont Benicia-Martinez (péage direction nord)                   | Pont Benicia-Martinez (péage direction nord)                                                                             |
| Solano                                                                  | Benicia                      | 58,27 | 93,78        | 58A                                          | I-780 ouest – Benicia, Vallejo                                 | Indiqué sortie 58 en direction nord; sortie 7A-B de l'I-780                                                              |
| Solano                                                                  | Benicia                      | 59,09 | 95,10        | 58B                                          | Bayshore Road                                                  | Sortie direction nord, entrée direction sud                                                                              |
| Solano                                                                  | Benicia                      | 59,55 | 95,84        | 60                                           | Industrial Park                                                | Sortie direction sud, entrée direction nord                                                                              |
| Solano                                                                  | Benicia                      | 60,91 | 98,03        | 61                                           | Lake Herman Road                                               | |
| Solano                                                                  |                              | 63,11 | 101,57       | 63                                           | Parish Road                                                    | |
| Solano                                                                  |                              | 65,41 | 105,27       | 65                                           | Marshview Road                                                 | |
| Solano                                                                  | Fairfield                    | 68,11 | 109,61       | 68                                           | Gold Hill Road                                                 | |
| Solano                                                                  | Fairfield                    | 69,99 | 112,64       | 70                                           | Green Valley Road – Cordelia                                   | Sortie direction nord, entrée direction sud                                                                              |
| Solano                                                                  | Fairfield                    | 70,48 | 113,43       | 71                                           | I-80 / SR 12 (en) – Fairfield, Sacramento, Napa, San Francisco | Terminus nord; sortie direction nord, entrée direction sud; indiqué sortie 71A (est) et 71B (ouest); sortie 40 de l'I-80 |
| - Terminus de multiplex - Péage - Accès incomplet - Transition de route |                              |       |              |                                              |                                                                | |